# (4422) Jarre
(4422) Jarre ist ein Asteroid des Hauptgürtels, der am 17. Oktober 1942 vom französischen Astronomen Louis Boyer in Algier entdeckt wurde. 
Der Asteroid wurde nach Jean Michel Jarre und dessen Vater Maurice Jarre benannt, beides französische Komponisten.